# 전자 훅 스위치
전자 훅 스위치(electronic hook switch, EHS)는 전화기와 헤드셋을 전기적으로 연결하는 장치이다 EHS는 사용자가 헤드셋만드로 전화기를 동작할 수 있도록 해준다. 이를테면, 사용자는 헤드셋에 있는 후크버튼을 눌러서, 전화를 받고 헤드셋으로 통화할 수 있다. 만약 EHS가 없다면, 사용자는 전화기상의 헤드셋버튼 또는 후크 버튼을 조작해야 한다. 사용자가 블루투스 헤드셋을 이용하고 있으며, 전화기에서 떨어져 있다면, 전화기까지 가서 조작해야 하는 수고를 덜 수 있다.

## 기능
- 전화 받기
- 전화 끊기
- 전화 수신링 헤드셋으로 듣기.
- 볼륨 조절
- Mute 조절

## 같이 보기
- 핸드셋 리프터